# Joaquim de Roca i Batlle
Joaquim de Roca i Batlle   (Vilafranca del Penedès, 1741 - Barcelona, 1811), segon baró de Marmellar, va ser un empresari català basat en el comerç marítim.

## Biografia
La seva família procedia de Camprodon, si bé la seva branca s'havia instal·lat a Vilafranca del Penedès, on va néixer. El seu pare Joaquim Roca i de Clarà (1687-1747) va contribuir econòmicament a les obres del port de Tarragona amb 50.000 pessetes, i el rei Carles IV en agraïment, també per altres serveis i mèrits, li va conferir, una vegada mort, al seu fill el grau d'hidalguia per Reial Ordre de 3 de setembre del 1794 i el privilegi de ser cavaller de I'orde de Calatrava per a ell i els seus descendents en línia masculina.
Es va establir a Barcelona, on es va distingir per la seva generositat i l'exercici de càrrecs públics amb encert. Va casar-se amb Raimunda Pi, amb qui va tenir cinc fills: Vicenç (continuador dels negocis familiars), Joaquim, Raimunda, Jacinta i Mercè. La successió masculina de la família es va extingir i va continuar amb Josep de Prat i de Codina, marit de la seva filla petita.